# 香取神社 (墨田区文花)
香取神社（かとりじんじゃ）は東京都墨田区文花にある神社。

## 概要
平安時代末期～鎌倉時代初期に創建された。葛西御厨が成立し、当地が開拓された頃に創建されたものと推測される。小村井村の鎮守でもあった。
かつては、隣に「小村井梅園」という梅園があり、観光地になっていたが、1910年（明治43年）の洪水で廃園となった。

## 交通アクセス
- 東武亀戸線 小村井駅より徒歩5分。